# 안나 폰 외스터라이히 여대공 (1549년)
오스트리아의 아나(스페인어: Ana de Austria, 독일어: Anna von Österreich 안나 폰 외스터라이히[*], 1549년 11월 1일 ~ 1580년 10월 26일)는 스페인 국왕 펠리페 2세의 왕비이다. 신성 로마 제국의 황제 막시밀리안 2세와 스페인의 마리아 사이에서 태어난 장녀로, 동생들로는 신성 로마 제국의 황제인 루돌프 2세, 마티아스, 프랑스 왕비 오스트리아의 엘리자베트 등이 있다.
아나는 펠리페 2세의 세 번째 왕비인 발루아의 엘리자베트가 그랬듯이, 당초에는 스페인의 왕태자 돈 카를로스와 결혼할 예정이었으나 그는 요절하였고 발루아의 엘리자베트도 같은 해에 죽었다. 1570년 아나는 외삼촌 펠리페 2세와 결혼했다. 그녀는 펠리페 2세와의 사이에서 다섯 명의 아이들을 낳았지만 근친혼의 영향으로 대부분이 요절하였고, 펠리페 3세만이 살아남았다.